# Pierrot amoureux
Pour plus de détails, voir Fiche technique et Distribution.
Pierrot amoureux (titre original italien Il romanzo di un Pierrot ou Pierrot innamorato) est un film muet italien réalisé par Mario Caserini, sorti en 1906.

## Fiche technique
- Titre : Pierrot amoureux
- Réalisation : Mario Caserini
- Scénario : Augusto Tucchi[1]
- Société de production : Alberini & Santoni
- Pays d'origine :  Royaume d'Italie
- Langue : italien
- Format : Noir et blanc – 1,33:1 – 35 mm – Muet
- Longueur de pellicule : 350 mètres
- Année : 1906
- Dates de sortie :
  -  Royaume d'Italie : 24 février 1906
  -  France : février 1908

## Distribution
- Mario Caserini
- Fernanda Negri Pouget : Niny

## Production
Caserini tourne ce script pour Alberini & Santoni en 1906, puis de nouveau et sous le même titre en 1909 pour la Cines. Le second film est plus court, puisque sa pellicule est longue de 290 mètres contre 350 mètres pour la première version.